# Суниев, Айдар Альбертович
Айдар Альбертович Суниев (род. 16 ноября 2004, Казань) — российский хоккеист, нападающий.

## Биография
Сын Альберта Суниева, генерального директора АО «УЭЗ». Начал заниматься хоккеем в 3-4 года в казанском клубе «Баско». В 9-10 лет переехал в Москву, где стал играть в школе ЦСКА. В 14 лет переехал в США. Начинал играть в команде Йельского университета Yale Bulldogs, но вскоре из-за проблем с документами переехал в Канаду. До 2023 года выступал за команды The Hill Academy, St. Andrew’s College, Thorold Blackhawks, Penticton Vees. Затем — в команде Массачусетского университета.
На драфте НХЛ 2023 года был выбран в 3-м раунде под общим 80-м номером клубом «Калгари Флэймз». 3 апреля подписал с клубом трёхлетний контракт новичка. 18 апреля 2025 года в последнем матче регулярного чемпионата дебютировал в НХЛ в домашнем матче «Калгари» против «Лос-Анджелес Кингз» (5:1).